# Carex tincta
Carex tincta är en halvgräsart som först beskrevs av Merritt Lyndon Fernald, och fick sitt nu gällande namn av Merritt Lyndon Fernald. Carex tincta ingår i släktet starrar, och familjen halvgräs. Inga underarter finns listade i Catalogue of Life.